# Battulgyn Oktjabr´
Battulgyn Oktjabr´ (mong. Баттулгын Октябрь, ur. 7 listopada 1980) – mongolski łyżwiarz szybki specjalizujący się w short tracku, dwukrotny olimpijczyk.
Na zimowych igrzyskach olimpijskich w Nagano wystartował w wyścigu na 500 metrów, gdzie odpadł w pierwszej rundzie eliminacji zajmując ostatecznie miejsce 28. Taki sam rezultat osiągnął cztery lata później, tym razem w wyścigu na dystansie dwa razy dłuższym.